# Benjamí Villoslada Gil
Benjamí Villoslada Gil   (Palma, 8 de maig de 1964) és un informàtic, empresari i divulgador tecnològic mallorquí.
Va estudiar FP Administratiu a Reus i va començar a treballar com a comptable en una empresa, on posteriorment va aprendre a programar ordinadors. Des de 1983 treballa com a professional independent elaborant programari de gestió per empreses amb una gran orientació al programari lliure. El 1995 va participar en la creació d'un dels primers proveïdors d'internet a Catalunya.
El 2005, juntament amb Ricardo Galli i Guillem Cantallops va fundar el web Menéame, un portal d'agregació de notícies de gran popularitat, basat en les versions americanes anomenades Digg i Reddit. També s'ha dedicat a la divulgació tecnològica des de diferents mitjans a televisió, ràdio, premsa i internet. Ha participat en mitjans com Televisió de Mallorca, Ona Mallorca, Ona Mediterrània, Scanner FM, Ràdio Mallorca, IB3 Ràdio, El País, Ara Balears o Yorokobu. Durant anys ha dirigit i produït el programa "Mallorca en Xarxa" a Ona Mallorca. També ha fet classes de cursos per Especialista Universitari en programari lliure per la Universitat de les Illes Balears i de màster d'economia aplicada (economia digital) per la Universitat d'Alacant.
Des del 2015 fins a mitjan 2019 (moment en què acaba la legislatura i és substituït per un nou director general de Modernització i Administració Digital) fou director general de Desenvolupament Tecnològic del Govern de les Illes Balears. S'autodefineix com a "bitòleg", ja que treballa amb bits.